# فريدريك رين
فريدريك رين (بالإنجليزية: Friedrich Raine)‏ هو ناشر ودبلوماسي أمريكي، ولد في 13 مايو 1821 في مندن في ألمانيا، وتوفي في 26 فبراير 1893 في بالتيمور في الولايات المتحدة.